# إيفان فاسيليفيتش سميرنوف
إيفان فاسيليفيتش سميرنوف (الروسية: Ива́н Васи́льевич Смирно́в) هو طيار مقاتل هولندي، ولد في 12 فبراير 1895 في فلاديمير في روسيا، وتوفي في 28 أكتوبر 1956 في ميورقة في إسبانيا.